# Tóth család (székelyi)
A székelyi nemes és báró Tóth család (francia nyelvű formában: de Tott) a 17. században nemesített magyar család.

## Története
A család eredetileg Vas vármegyéből származik. A körmendi származású Tóth György katonai érdemeinek elismeréséül nejével, Szabó Katalinnal és fiával, Péterrel együtt címeres nemeslevelet kapott II. Ferdinándtól 1634. december 30-án. Egyik leszármazottja, János, Bercsényi híve volt, áttelepedett Nyitra vármegyébe, ahol Nyitra várának kapitánya volt. János fia, István, Ivánkán telepedett meg, de ezek mellett a család még Temes és Arad vármegyékben is rendelkezett birtokokkal.
Jelentős családtag volt András, aki 1705 végétől 1706 végéig Forgách Simon gróf hadsegéde volt, de miután Forgách megszegte Rákóczi parancsát, őt letartóztatták, de Tóth hű maradt a fejedelemhez és követte őt az emigrációba is. Franciaországba ment, ahol a híres Bercsényi-huszárok őrnagya lett, 1747-ben pedig tábornok lett és francia bárói címet is kapott. 1757-ben halt meg Rodostóban. Fia, Ferenc tábornok, diplomata és hadmérnök volt, majd 1793-ban hazaköltözött Magyarországra, visszakapta apja által elvesztett magyar nemességét és a Batthyányak tarcsai birtokán telepedett le, ahol még abban az évben meg is halt.
Az 1793-as születésű Tóth Károly Thuróczy Jánosné Kászonyi Anna végrendelete következtében Szécsány falu egy részét örökölte. Ugyancsak ő volt, aki Ivánkán 1828-ban telket adományozott az új iskola felépítésére. Kossovich Annától született fia Vilmos, aki titkos tanácsos, majd belügyminiszter, később számvevőszéki elnök, majd pedig a Főrendiház elnöke volt. Érdemei elismeréséül még a Lipót-rend nagykeresztjével is kitüntették. Egyetlen fia, a diplomata Vilmos korai halála miatt a család férfiága valószínűleg sírba szállt.

## Jelentősebb családtagok
- Tóth András (?–1757) nyitrai várkapitány, kuruc katona, majd a Bercsényi-huszárok tábornoka és a család bárói címének megszerzője
- Tóth Ferenc (1733–1793) diplomata, tábornok, hadmérnök, báró[1]
- Tóth Vilmos (1832–1898) titkos tanácsos, belügyminiszter, a számvevőszék, majd pedig a főrendiház elnöke
- Tóth Vilmos Sándor (1851–1891) diplomata, belgrádi magyar nagykövet

## Címere
Borovszky monográfiájából Reiszig Ede írását idézve:
Czímer: kékben, természetes, rakott kövekből épült várfalból kiemelkedő, két rovátkos torony közt meztelen véres férfikar, görbe kardot markol, melyre levágott törökfő van tűzve. Sisakdísz: férfika (mint a pajzsalak.) Takaró: jobbról kékarany, balról veres-ezüst.